# Locsmándi Béla
Locsmándi Béla (Sopron, 1948. december 13.) jogász, ügyvéd és a Közép- és Kelet-európai Történelem és Társadalom Kutatásáért Közalapítvány felügyelőbizottságának elnöke.

## Életpályája
Középiskolai tanulmányait a győri Czuczor Gergely Bencés Gimnáziumban végezte, ahol 1967-ben érettségizett. A katonai szolgálat után 1970-ben kezdte meg egyetemi tanulmányait a Pécsi Állam- és Jogtudományi Egyetemen, ahol 1975-ben szerezte meg jogi diplomáját. 1979-ben ügyvédi, jogtanácsosi szakvizsgát tett. Az egyetem elvégzése után a XI. kerületi Tanács VB Igazgatási Osztályán, majd a Pest megyei Tanács VB Járási Hivatalnál jogügyi főelőadó. 1979-től a Pest megyei tanács mezőgazdasági osztályán szakjogász. 1981–1988 között a Kiskereskedők Országos Szervezete Jogi és Igazgatási Főosztálya vezetője. 1988-tól 1991-ig a Szervezet elnökhelyettese. 1991. június 22-től az Ipari és Kereskedelmi Minisztérium főtitkára. 1993. december 10-től 1994. július 15-ig az Ipari és Kereskedelmi Minisztérium közigazgatási államtitkára. 1995. május 30-tól 1996. február 15-ig a Képcsarnok Rt. vezérigazgatója. 1996-ban lett a Budapesti Ügyvédi Kamara tagja. 2011. február 20-ig ügyvédként dolgozott. 2011 és 2012 között a Wekerle Sándor Alapkezelő programigazgatója. 2012 és 2013 között a Közigazgatási és Igazságügyi Minisztérium helyettes államtitkára. 1999 óta a Közép- és Kelet-európai Történelem és Társadalom Kutatásáért Közalapítvány felügyelőbizottságának elnöke.

## Egyéb hivatkozások
- https://web.archive.org/web/20141215173038/http://www.xxiszazadintezet.hu/kozalapitvany/bemutatkozo.html